# Philippe Moins
Philippe Moins, né le 13 avril 1956, est un écrivain, dessinateur de presse, illustrateur, directeur artistique et enseignant belge.

## Biographie
Philippe Moins naît le 13 avril 1956. Il est le fils de  Jacques Moins (1929-2011) et Paulette Marchal Paulus (1929 - 1981), tous deux avocats et militants. Parmi ses influences graphiques figurent Peanuts de Charles Schulz, Robert Crumb et Picha ainsi que le film d'animation de Roland Topor et René Laloux La Planète sauvage (1973). En 1979, il obtient son diplôme de philosophie et de littérature à l'Université libre de Bruxelles. Il suit en parallèle le cours de gravure de Robert Keyser à l’Académie de Boitsfort. 

### Début de carrière
Il commence sa carrière en réalisant des dessins de presse pour Le Ligueur, le magazine de La Ligue des familles belge. Au cours des années 1970 et 1980, il réalise fréquemment des caricatures éditoriales pour le quotidien communiste Le Drapeau rouge, ainsi que pour l'hebdomadaire de gauche Hebdo 77. À la même époque, il conçoit des affiches pour des événements politiques et culturels et des dessins pour les magazines de musique rock En Attendant et Rock This Town. Il publie 3 gags dans Aïe ! en 1980.
En 1980, à l'occasion du 150e anniversaire de la Belgique, Moins, Marcelle Lavachery et le peintre Jo Dustin lancent la publication de bandes dessinées et de dessins de presse satiriques 150 B dont certaines pages sont également parues dans Le Drapeau Rouge. La même année, il est chargé de recherches à l'Académie royale de Belgique. Oxygène publie l'album de Moins Ciel ! La Vérité... (1981), pour lequel il remporte le Milou de Marbre dans la catégorie amateur, lors d'un festival de bande dessinée à Liège. Certaines pages avaient déjà été imprimées dans le mensuel Aïe ! d'André Leborgne.

### Expert en animation
Il entre à la Confédération parascolaire en 1981 pour y effectuer son service civil, il y crée avec Philippe Allard et André Pint la première édition des Rencontres du cinéma d’animation de Bruxelles. À la fin de 1982, il sent finalement que le dessin de presse n'est pas vraiment son affaire. Il abandonne la plupart de ses collaborations, tout en continuant à travailler pour Le Ligueur. Au cours des décennies suivantes, il s’impose comme un expert de l’art de l’animation. Dès la fin de son service civil, il travaille pour le studio d'animation Graphoui où il s'occupe de la communication. Il réalise avec Éric Dederen le livre d'activités pédagogiques pour enfants Ça bouge, Jeux optiques et films d'animation publié aux éditions Casterman en 1987, avec des trucs et astuces ludiques pour les jeux d'optique et réaliser des films d'animation. L'édition néerlandaise Poppetje gezien ? Kastje dicht reçoit le prix Vlag en Wimpel. Puis il crée en 1988 l'ASBL Folioscope, avec Doris Cleven. L'année suivante, il illustre le livre Bonjour Monsieur Gauguin de l'historien Michel Pierre pour le même éditeur.
En 1982, il fonde le Festival international du film d'animation de Bruxelles devenu Anima. Il codirige ce festival de 1982 à 2014, puis il en devient conseiller artistique jusqu'en 2020. Il est rédacteur en chef de la revue de l’association internationale du film d’animation Asifa News de 1988 à 1992. 
Il collabore au début des années 1990 à des titres de la presse enfantine : Jouez avec Quick et Flupke, Fripounet, et l’éphémère Tintin reporter. Il écrit de nombreux articles sur l'animation pour des magazines, ainsi que plusieurs ouvrages : Les Maîtres de la pâte, (Dreamland, 2001), Image par Image, le cinéma d'animation Wallonie Bruxelles publié par le Commissariat général aux relations internationales (CGRI) en 2001, Voyage en Servaisgraphie (sur Raoul Servais, avec Maurice Corbet, Éditions de l'Œil/Musée d'Annecy, 2013), Le Cinéma d'animation en cent films (avec Xavier Kawa-Topor, Capricci, 2016), Raoul Servais Panoramic (avec François Schuiten, Borgerhoff & Lamberigts, 2018) et Stop Motion, un autre cinéma d'animation (avec Xavier Kawa-Topor, Capricci, 2020). Il écrit également un livre sur le festival Anima : Anima à l'Affiche (Lamiroy, 2019), préfacé par Hugues Dayez. La couverture est illustrée par Benoît Feroumont. Il fait partie du comité de rédaction du magazine Blink Blank. 

### Nouvelliste
Certaines de ses nouvelles sont parues dans les revues Archipel, Brèves, Le Ligueur, Marginales et La Crypte tonique ainsi que dans le recueil de nouvelles Le Grand Concours publié par Ancre rouge en 1999. Quelques-unes sont primées à La Fureur de lire et au concours de nouvelles policières de la RTBF. Plus récemment, on lui doit Bienvenue au bureau des rêves, dans la collection « Opuscule » no 52 (2018), la nouvelle Changement de bobine dans l’opuscule hors série Comique contre pouvoir (2019) et Le Jour du petit beurre dans l’opuscule hors série no 17 Joyeux Anniversaire ! (2023) publiés aux éditions Lamiroy.

### Enseignement
Parallèlement, il enseigne comme maître-assistant le cinéma d’animation à la Haute École Albert Jacquard à Namur de 2001 à 2009 et il est professeur d'histoire du cinéma d'animation et conférencier à l'École nationale supérieure des arts visuels (ENSAV) de La Cambre de 2005 à juin 2021,. 

## Œuvre

### Publications

#### Essais
- Philippe Moins, Raoul Servais, Itinéraire d'un peintre cinéaste, Gent / Annecy Stichting Raoul Servais, 1999.
- Image par Image, le cinéma d'animation Wallonie Bruxelles[12], CGRI, 2001
- Philippe Moins et Noël Godin (préface), Les Maîtres de la pâte[10],[11] (essai), Paris, Dreamland, coll. « Image par Image », 17 septembre 2001, 143 p. (ISBN 9782910027735 et 2910027732, présentation en ligne)
- Philippe Moins, « Wrill écoute la BBC, animation de l'ombre et ombres sur l'animation », dans Traits résistants. La Résistance dans la bande dessinée de 1944 à nos jours, Libel / Centre d'histoire de la résistance et de la déportation / Musée de la Résistance nationale, avril 2011, 183 p., ill. ; 25 cm (ISBN 978-2-917-659-14-4, OCLC 762870431), p. 130-145.
- Philippe Moins, Maurice Corbet, Voyage en Servaisgraphie, Paris, Éditions de l’œil, Musée Château d'Annecy, 2013  (ISBN 9782351371442).
- Philippe Moins et Xavier Kawa-Topor, Le Cinéma d'animation en 100 films[13] (essai), Nantes, Capricci, 16 juin 2016, 350 p. (ISBN 9791023901108, présentation en ligne)
- Philippe Moins, Rudy Pinceel (nl), François Schuiten, Raoul Servais Panoramic, Borgerhof & Lamberigts, 2018  (ISBN 9789089318381).
- Philippe Moins, Hugues Dayez (préface) et Benoît Feroumont (ill.), Anima à l'affiche, Woluwé-Saint-Lambert, Lamiroy, 1er mars 2019, 160 p. (ISBN 978-2-87595-189-2, présentation en ligne)Trente-huit affiches pour raconter un festival.
- Philippe Moins et Xavier Kawa-Topor, Stop Motion, un autre cinéma d'animation[14] (essai), Nantes, Capricci, 17 septembre 2020, 408 p. (ISBN 9791023903089, présentation en ligne)

#### Littérature
- Bienvenue au bureau des rêves, Éditions Lamiroy, coll. « Opuscules » no 52, 2018  (ISBN 978-2-87595-154-0)
- Changement de bobine in Opuscule hors série no 5 Comique contre pouvoir, 2019  (ISBN 978-2-87595-209-7)
- Le Jour du petit beurre in Opuscule hors série no 17 Joyeux Anniversaire !, 2023  (ISBN 978-2-87595-828-0)

#### Nouvelles publiées dansMarginales
- La Chose[16], no 310, automne 2023
- L'Eau, ça mouille[17] in Les nouvelles du jour du 27 janvier 2024
- Nos ancêtres les primates[18] in Les nouvelles du jour du 7 juin 2024
- Le Cercle[19], no 311, été 2024
- RIP Alain Delombre[20] in Les nouvelles du jour du 19 août 2024
- Sorti du placard[21], no 312, hiver 2024.

#### Illustration
- Bonjour Monsieur Gauguin, textes de Michel Pierre, illustré par Philippe Moins, Casterman, 1989  (ISBN 2-203-16701-7).

#### Interview
- « Interview de Raoul Servais par Philippe Moins », sur awn.com (consulté le 2 avril 2024).

#### Albums de bande dessinée
- Ciel ! La Vérité[6]..., Oxygène, Bruxelles, 1981
Scénario et dessin : Philippe Moins

##### Collectifs
- Pétition - À la recherche d'Oesterheld et de tant d'autres[22] !, Amnesty International, Bruxelles, novembre 1986
Scénario : collectif - Dessin : collectif dont Philippe Moins - Couleurs : noir et blanc

#### Articles
- Didier Stiers, « Philippe Moins : «Il fallait être fou pour créer Anima!» », Le Soir,‎ 10 mars 2019 (lire en ligne , consulté le 2 avril 2024)
- Alain Lorfèvre, « 40e Festival Anima : les souvenirs animés de Doris Cleven et Philippe Moins », La Libre Belgique,‎ 10 février 2021 (lire en ligne , consulté le 2 avril 2024).

#### Interviews
- Philippe Moins (interviewé par Jean-Michel Vlaeminckx), « Philippe Moins écrit Raoul Servais : Entretien avec Philippe Moins », Cinergie,‎ 1er février 2000 (lire en ligne, consulté le 2 avril 2024).
- Philippe Moins (interviewé par Morgan Di Salvia), « Philippe Moins (directeur d’Anima) : « Le langage est différent, mais certains artistes peuvent circuler de l’animation à la bande dessinée avec aisance. » », ActuaBD,‎ 16 février 2013 (lire en ligne, consulté le 2 avril 2024).

### Émissions de radio
- Philippe Moins pour son livre « Stop Motion : Un autre cinéma d'animation » émission Entrez sans frapper sur La Première, présentation : Éric Russon (15 min 1 s), 16 février 2021 via Auvio .

### Vidéographie
- [vidéo] « "Anima à l'affiche" with Philippe Moins - Anima 2019 », sur YouTube
- [vidéo] « Stop Motion - Rencontre avec les auteurs Philippe Moins et Xavier Kawa-Topor », sur YouTube